# Eduard Habicher
Eduard Habicher (* 1956 in Mals im Vinschgau) ist ein Südtiroler Bildhauer. Er lebt und arbeitet in Meran.

## Biografie
Eduard Habicher erwarb das Abschlussdiplom der Kunstakademie in Florenz.
Seine Skulpturen stehen an zahlreichen öffentlichen Plätzen, vor allem in Italien.

## Werk

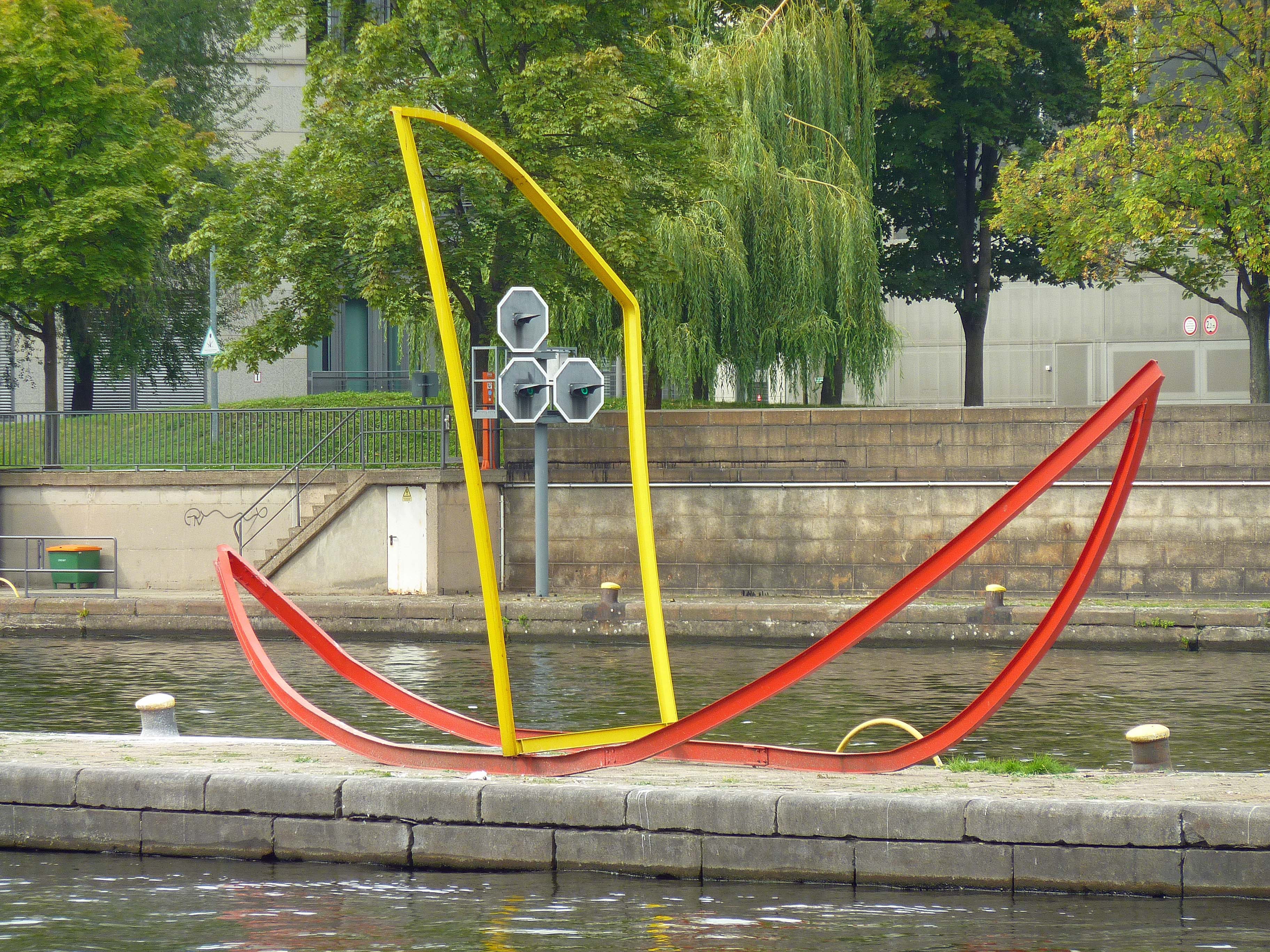
Gegen die Strömung (2010), Installation an der Mühlendammschleuse in Berlin

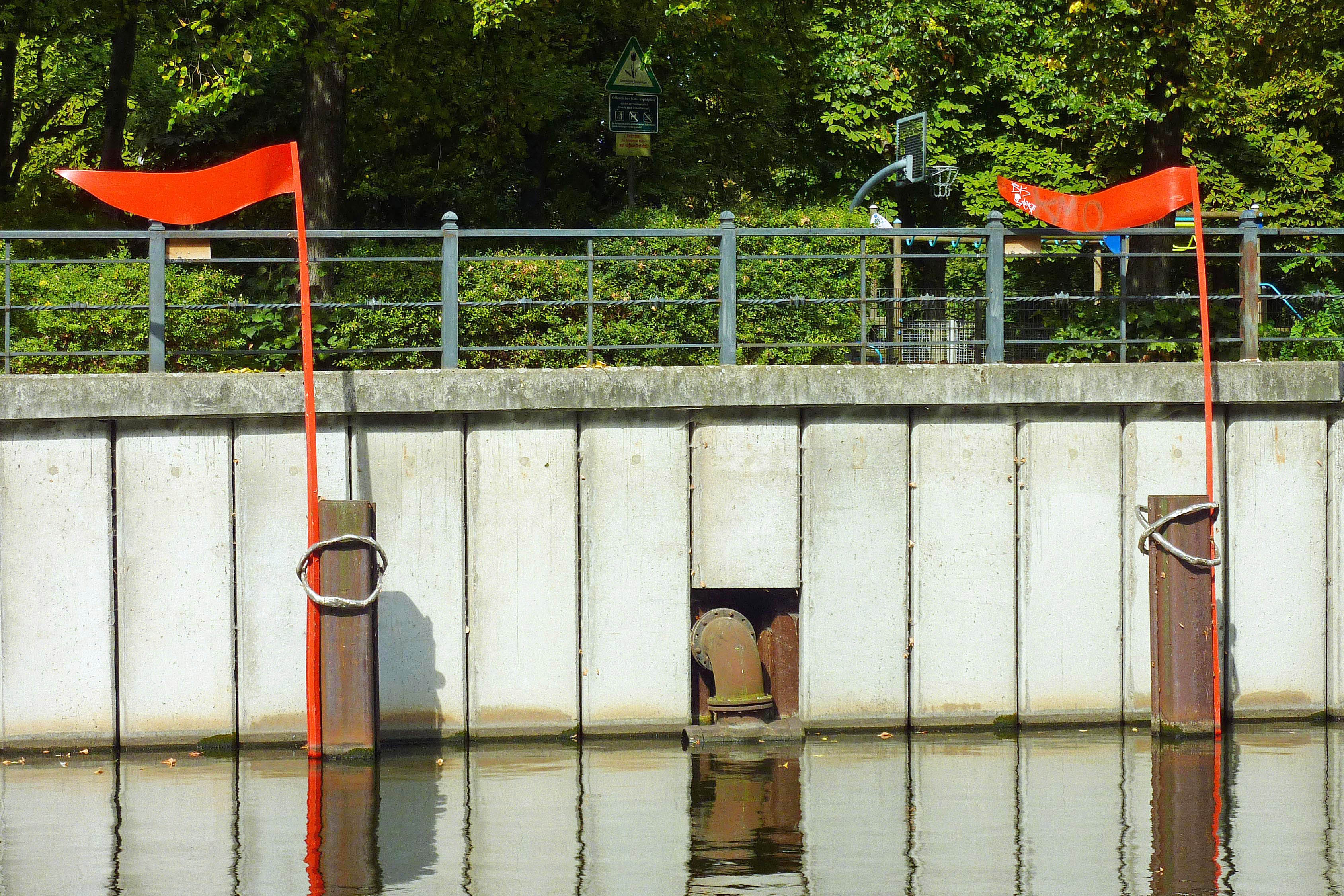
Parodia, Installation an der Fischerinsel in Berlin

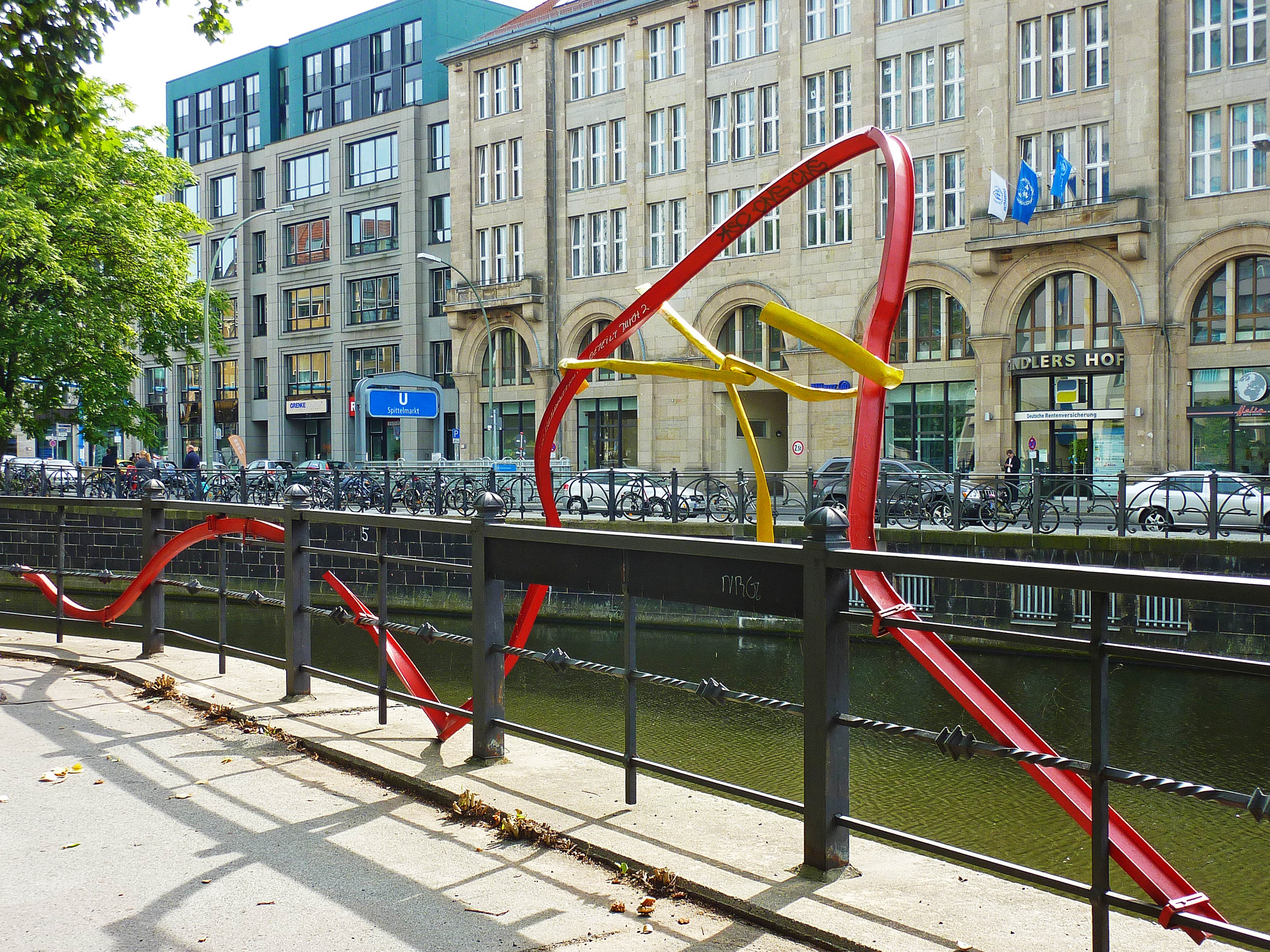
Anmerkung (2010), Installation an der Fischerinsel in Berlin

Die Stahl-Skulpturen Habichers bilden meist linienförmige Gebilde, die mit minimalem Eingriff in den umgebenden Raum diesen gleichzeitig intensiv verändern, durchbrechen und in dessen Begrenzungen überwinden.
Teils von immenser Größe und oftmals feuerrot lackiert schaffen die Arbeiten im Aufeinandertreffen verschiedener Materialien eine Symbiose der Gegensätze zwischen der Schwere des Werkstoffs und der Leichtigkeit ihrer dynamischen Formgebung.
Die großformatigen Skulpturen werden aus „normierten Stahlträgern gefertigt, die der Bildhauer in seinem Atelier rotglühend erhitzt und bis an die Grenze des Möglichen bearbeitet. Von Weitem wirken sie dennoch federleicht – wie eine flüchtige Formation, die der nächste Windstoß ins Wanken bringt.“

## Ausstellungen (Auswahl)
- 1987: IV. Festival di Arte Musica Teatro, Villa Faraldi, Imperia
- 1989: Tiroler Landesmuseum, Innsbruck
- 1991: Museum der Modernen Künste, Bozen
- 1993: Galleria Civica d’Arte Contemporanea, Trento
- 1993: Galleria Civica d’Arte Moderne, Arezzo
- 1998: Pinacoteca Civica, S. Maria delle Croci, Ravenna
- 2001: Galeria Studio G7, Bologna
- 2003: Galleria Atrium, Lecce
- 2005: Art Studio Debettin, Bruneck
- 2007: Buonanno Arte Contemporanea, Mezzolombardo
- 2008: Galeria Civica, Arco
- 2009: "Drawing Space", kunst Meran
- 2009: "the rose in the steel dust. er-findungen", Schloss Tirol
- 2010: Eduard Habicher & Der Rote Faden am Hafen, galerie son-Wallhöfe-Historischer Hafen, Berlin

## Werke in Sammlungen und an öffentlichen Plätzen
- Civica Raccolta del Disegno – Salo'
- PAC -Padiglione d’arte contemporanea -Milano
- Museo di Arte Contemporanea – Bozen
- Galleria Civica d’Arte Moderna – Bologna
- Deutsche Bank – Sammlung im Zentralsitz – Frankfurt a. M.
- Galleria Civica – Suzzara
- Museo Casabianca – Malo
- New Art Centre – Salisbury
- Museo Epicentro – Gala di Barcellona
- The Museum of shoe art – Capestrang (F)
- MMM Messner Mountain Museum Schloss Firmian (drei große permanente Installationen), Bozen
- MUSMA Museo della Scultura – Matera
- Fondazione Prometeo – Parma
- Landesmuseum für Kultur- und Landesgeschichte – Schloss Tirol

- Große Arbeit auf Turm der Untermaiser Vigilius-Kirche, Meran
- Skulptur über dem Radweg, Eppan
- Große Eingangsskulptur für die Berufsschule Meran
- Skulptur über dem Hof der Geometerschule in Schlanders
- Große Arbeit an der Straße zwischen Parma und Stradella
- Wallhöfe, Berlin